# Antoine Palatis
Antoine Palatis est un boxeur français né le 24 mars 1970 à Martigues et mort le 10 janvier 2010 à Champ-Laurent en Savoie.

## Biographie
Il découvre la boxe à Saint-Ouen, où il grandit, et passe professionnel en 1991 à 22 ans. Palatis a notamment combattu Danny Williams pour le titre de champion du monde des lourds légers WBO en 1998ainsi que Timo Hoffmann mais s'est incliné les deux fois tout comme face à Michael Sprott pour le championnat européen EBU de la même catégorie.
Marié et père de deux enfants, il avait le projet d'ouvrir une salle de boxe dans son village à Chamoux-sur-Gelon à la fin de sa carrière sportive mais le dimanche 9 janvier 2010, après une disparition de plusieurs jours dans la neige et le froid, un promeneur le découvre immobile dans un champ de Champ-Laurent à plus d'un kilomètre de sa voiture. Antoine Palatis meurt d'hypothermie pendant sa médicalisation par les secours.

## Palmarès
- Professionnel de 1991 à 2007.
- 63 combats professionnels, dont 33 victoires (16 avant la limite), avec 27 défaites et 3 nuls.
- Deux fois champion de France (1996, 2000).